# 백승훈 (야구 선수)
백승훈(白承勳, 1980년 5월 16일 ~)은 두산 베어스의 전 야구선수다. 2002년 11월 입단, 2004년에 5경기 1군 출전 , 가족관계는 아버지 백기성, 그의 누나 백정림이다.

## 출신학교
- 한밭중학교
- 대전고등학교
- 동국대학교